# David Mazouz
Pour les articles homonymes, voir Mazouz.
David Mazouz, né le 19 février 2001 à Los Angeles, Californie, est un acteur américain.
Il se fait remarquer grâce à son rôle de Jake Bohm dans la série télévisée de science-fiction Touch (2012-2013), créée par Tim Kring, mais se fait surtout connaître par le rôle de Bruce Wayne dans la série Gotham de Bruno Heller (2014-2019).

## Biographie

### Famille
Né le 19 février 2001 à Los Angeles, Californie, David Mazouz est le fils de Michel Mazouz, un médecin d'origine franco-tunisienne, et de Rachel Cohen, psychothérapeute née aux États-Unis, d'origine grecque, et est issu d'une famille juive séfarade. Il a une sœur aînée, Rebecca, qui a fait des apparitions dans le monde du cinéma.

### Carrière
David Mazouz commence les cours de théâtre à l'âge de 6 ans et c'est à l'âge de 8 ans qu'un agent le repère. Il commence alors sa carrière dans des spots publicitaires.
En 2011, il obtient le rôle de Jacob "Jake" Bohm, un adolescent autiste et qui ne parle pas pouvant prédire l'avenir, aux côtés de Kiefer Sutherland dans la série télévisée Touch.
En 2013 il joue un rôle dans l'épisode 4 de la saison 6 de drop dead diva mais c'est en 2014 que sa carrière décolle quand il décroche le rôle le plus important à ce jour de sa carrière, celui du personnage du jeune Bruce Wayne, le futur Batman, dans la série Gotham. En 2019, la série s'arrête au bout de cinq saisons,.

## Filmographie

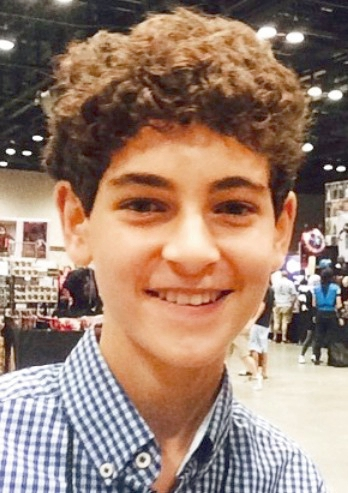
David Mazouz en 2015

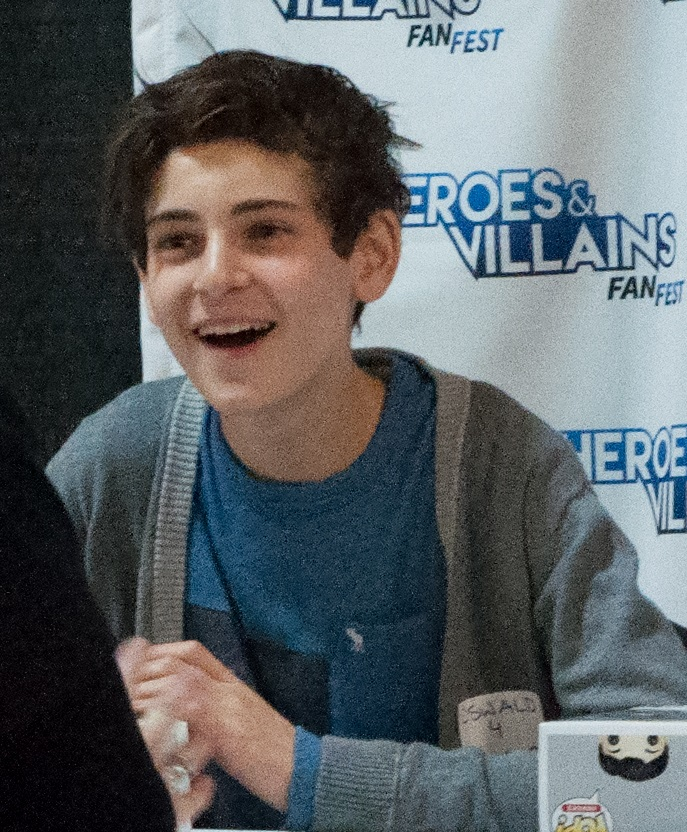
David Mazouz, lors de la convention Heroes & Villains 2016

### Cinéma
- 2011 : Coming & Going d'Edoardo Ponti : Timmy
- 2013 : Sanitarium de Bryan Ortiz : Steven Mansworth
- 2014 : The Games Maker de Juan Pablo Buscarini : Ivan Drago
- 2016 : The Darkness de Greg McLean : Michael Taylor
- 2016 : Incarnate de Brad Peyton : Cameron Sparrow
- 2021 : The Birthday Cake de Jimmy Giannopoulos : Giovanni, jeune

### Télévision

#### Séries télévisées
- 2010 : Mike & Molly : Randy (saison 1, épisode 7 : After the Lovin')
- 2011 : Private Practice : Marshall Rakoff (saison 4, épisode 21 : L'enfant roi (God Bless the Child))
- 2011 : Esprits criminels (Criminal Minds) : Ryan Hall (saison 7, épisode 10 : Vaincu par K. O. (The Bittersweet Science))
- 2011 : The Office de Ricky Gervais et Stephen Merchant : Bert California (saison 8, épisode 5 : Même pas peur ! (Spooked))
- 2012-2013 : Touch de Tim Kring : Jake Bohm (26 épisodes)
- 2013 : Major Crimes de James Duff : Steve (saison 2, épisode 14 : Faites vos jeux (All In))
- 2014 : Drop Dead Diva de Michael Grossman : Ryan Hatcher (saison 6, épisode 4 : À la vie, à la mort (Life & Death))
- 2014-2019 : Gotham de Bruno Heller : Bruce Wayne (100 épisodes)
- 2017 : Les Griffin (Family Guy) : Le collègue de Peter (voix) (saison 16, épisode 9 : La menace des fantômes (Don't Be a Dickens at Christmas))
- 2020 : Day by Day : Caleb / narrateur (saison 1, épisode 5 : Destiny Cinema 2)

#### Téléfilms
- 2010 : L'Impossible Pardon (Amish Grace) de Gregg Champion : Andy Roberts
- 2013 : Mon Journal grave nul (Dear Dumb Diary) de Kristin Hanggi : Hudson Rivers

## Nominations
Sauf indication contraire ou complémentaire, les informations mentionnées dans cette section proviennent de la base de données IMDb.
- 2013 : Young Artist Awards : meilleur jeune acteur dans une série télévisée pour Touch[7]
- 2018 : 44e cérémonie des Saturn Awards : meilleur jeune acteur de télévision pour Gotham[8]
- 2018 : 20e cérémonie des Teen Choice Awards : meilleur acteur dans une série télévisée d'action pour Gotham[9]
- 2019 : 45e cérémonie des Saturn Awards : meilleur jeune acteur de télévision pour Gotham[10]